# Denmark - A Loving Embrace
Denmark - A Loving Embrace er en dansk dokumentarfilm fra 1973 instrueret af Ann Zane Shanks.

## Handling
Filmen tegner et portræt af det danske folk via interviews med danskere, bl.a. en ung pige på Rebild-festivalen, chefredaktøren for Aarhus Stiftstidende og en ældre herre på plejehjem. Amerikanske turister bliver også spurgt om deres mening om landet og dets indbyggere. Der er fokus på det danske velfærdsystem, men de traditionelle turistattraktioner bliver ikke overset: masser af shoppingmuligheder, kanalrundfart i København, smørrebrød og selvfølgelig - Tivoli.

## Medvirkende
- Dronning Margrethe II